# Zetra
Zetra, oficiálně Olympijská hala Juana Antonio Samaranche, bosensky Olimpijska dvorana "Juan Antonio Samaranch", se nachází v hlavním městě Bosny a Hercegoviny, v Sarajevu. Přesněji se nachází na třídě Alipašina v místní části Koševo. V její blízkosti se nacházejí další sportovní stadiony.
Hala byla navržena v roce 1978 a vybudována v letech 1981–1982 za účelem pořádání halových sportů v rámci Zimních olympijských her 1984. Návrh haly představil Institut pro architekturu a urbanismus ze Sarajeva.
Kapacita haly činila 12 000 sedících, pro větší akce bylo možné halu upravit až na 20 000 lidí na stání. Objekt tvoří jedna velká hala, tři menší, které se dají využívat i pro jiné sporty a administrativní zázemí stavby. Během her hala sloužila pro zápasy v ledním hokeji a krasobruslení. Hala se rovněž proslavila i jako místo konání koncertu YUTEL pro mír v předvečer jugoslávské války. Konaly se zde ale i společenské a politické akce. V roce 1990 zde například probíhalo zasedání Strany demokratické akce.
V roce 1992 byla hala na začátku obléhání Sarajeva do značné míry zničena. Ve zbývajících částech budovy byly uskladněny za války materiály jednotek OSN a v suterénu byla vybudována improvizovaná márnice. V druhé polovině 90. let však na základě iniciativy Mezinárodního olympijského výboru byla opět obnovena. Realizace stavby byla uskutečněna pod dohledem jednotek SFOR; nepodařilo se bohužel nalézt původní projekt haly. V její blízkosti se nacházejí náhrobky těch, kteří zemřeli za války. V roce 1999 zde odehrál koncert srbský písničkář Đorđe Balašević.
V roce 2010 byla pojmenována po smrti Jana Antonia Samaranche jeho jménem na jeho počest.